# إرهاق الناخبين
في السياسة، إرهاق الناخبين (بالإنجليزية: voter fatigue) هو عدم المبالاة الذي يمكن أن يشعر به الناخبون في ظل ظروف معينة، منها على سبيل المثال (في الظروف الاستثنائية) أن يُطلب منهم التصويت في أحيان كثيرة. ويجب تمييز إرهاق الناخبين وعدم مبالاة الناخبين عما يمكن أن ينشأ عندما لا يُسمح للناخبين أو عندما يكونون غير قادرين على التصويت أو عندما يحدث حرمان من حق الاقتراع.
ويمكن استخدام إرهاق الناخبين كانتقاد لنظام الديمقراطية المباشرة، وذلك في تلك الحالات المحددة التي يُطلب فيها من الناخبين باستمرار البت في سياسة ما عبر الاستفتاءات (على الرغم من أنه ينبغي أن يوضع في الاعتبار أن مثل هذه الحالات قد تكون نادرة من الناحية العملية). ومع ذلك، غالبًا ما يزعم مؤيدو القضية أنه يمكن تقليل إرهاق الناخبين عن طريق ممارسة الديمقراطية المباشرة نظرًا لأن الناخبين سوف يشعرون بأنه سيكون لأصواتهم تأثير أكبر.
ويمكن أن يتسبب إرهاق الناخبين في انخفاض معدلات إقبال الناخبين بشكل مخزٍ وربما زيادة التصويت الاحتجاجي، ومن المفترض أن يحدث لعدة أسباب:
- الناخبون غير مهتمين بالقضية.
- انزعاج الناخبين بسبب عدم ملاءمة عملية التصويت جسديًا.
- شعور الناخبين بأن أصواتهم لن تكون ذات قيمة / «فوز» أحد الأطراف بالفعل بالانتخابات.
- شعور الناخبين بأن الأمر لا يستحق إضاعة وقتهم في تثقيف أنفسهم بشأن القضايا، وبالتالي سيكون تصويتهم غير مجدٍ. ويرتبط هذا بمفهوم الجهل العقلاني.
- اضطرار الناخبين للتصويت لعدد كبير جدًا من المؤسسات (في أحيان كثيرة).

من بين الأساليب التي يمكن استخدامها لمكافحة إرهاق الناخبين هي:
- جعل التصويت إلزاميًا، كما هو الحال على سبيل المثال في أستراليا أو بلجيكا أو البرازيل.
- استخدام عملية الفرز لاختياز الأشخاص الذين يحق لهم التصويت (وبالتالي زيادة قيمة الصوت الواحد).
- الديمقراطية الإلكترونية والتصويت بالوكالة والتصويت بالتفويض.